# Évans
Évans ist eine französische Gemeinde mit 658 Einwohnern (Stand 1. Januar 2022) im Département Jura in der Region Bourgogne-Franche-Comté. Sie gehört zum Arrondissement Dole und zum Kanton Mont-sous-Vaudrey.

## Geografie
Im Norden wird die Gemeindegemarkung von der Autoroute A36 bzw. Europastraße 60, genannt La Comtoise, tangiert. Im Südosten bildet der Fluss Doubs, vereint mit dem Rhein-Rhône-Kanal, die Gemeindegrenze. Évans grenzt im Norden an Mercey-le-Grand und Berthelange, im Osten an Saint-Vit, im Süden an Salans und Fraisans, im Westen an Dampierre und im Nordwesten an Le Petit-Mercey.

## Weblinks

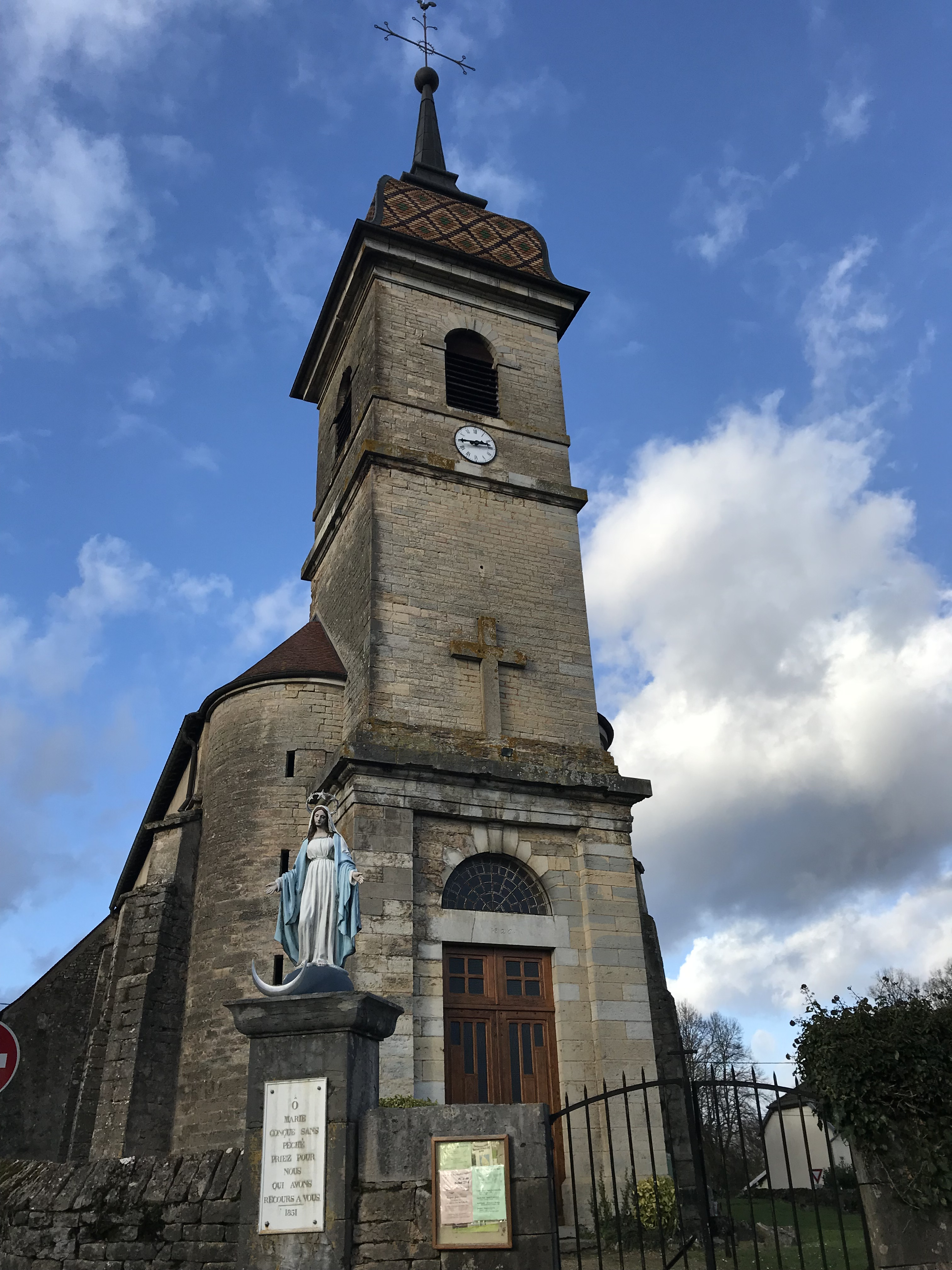
Kirche Saint-Jean-Baptiste

## Bevölkerungsentwicklung
| Jahr                       | 1962 | 1968 | 1975 | 1982 | 1990 | 1999 | 2008 | 2018 |
| Einwohner                  | 266  | 264  | 308  | 384  | 459  | 545  | 611  | 648  |
| Quellen: Cassini und INSEE |      |      |      |      |      |      |      |      |